# ميما (توكوشيما)
مدينة ميما (بالإنجليزية: Mima)‏ هي أحد المدن التابعة لمحافظة توكوشيما. تأسست رسميًا في 01/03/2005. ويقدر عدد سكانها بـ 33520 نسمة حسب تقدير مكتب الإحصاء الياباني لعام 2012. تبلغ مساحة ميما 367.38 كم2. بكثافة سكانية تبلغ 91.2 نسمة/كم2.